# Chino Darín
Ricardo Mario Darín (San Nicolás de los Arroyos, provincia de Buenos Aires, 14 de enero de 1989), conocido artísticamente como Chino Darín, es un actor, productor de cine y presentador de televisión argentino, hijo de Ricardo Darín.

## Biografía
Es hijo del actor argentino Ricardo Darín y de Florencia Bas. Tiene una hermana menor llamada Clara. Por parte de padre, es nieto de Ricardo Darín y Roxana Darín, actores de radio y teatro, sobrino de Alejandra Darín, actriz y dirigente sindical, y primo de Fausto Bengoechea y Antonia Bengoechea, ambos actores.Lleva los nombres de Ricardo por su abuelo paterno y de Mario por su abuelo materno.

## Carrera
Debutó como actor en el año 2010 en la telenovela argentina dirigida por Martín Saban y producida por Pol-ka Producciones y Canal 13, Alguien que me quiera, donde se codeó con figuras como Andrea del Boca, Osvaldo Laport y Miguel Ángel Rodríguez entre otros. Un año más tarde, en 2011, realizó una participación especial en la telecomedia de Pol-ka y Canal 13, Los Únicos, como Dante, y debutó en teatro en la obra Los Kaplan de Eva Halac.
En 2012 debutó en cine protagonizando junto a Diego Peretti y Fernando Tejero, la película argentino-española, En fuera de juego; allí su padre Ricardo Darín apareció en un pequeño papel sin acreditar. Ese mismo año fue nuevamente convocado por Pol-ka Producciones y Canal 13, para sumarse al reparto estable de la segunda temporada de Los Únicos, donde interpretó a Marco Montacuarto.
En 2013 fue convocado para la telenovela Farsantes de Pol-ka y Canal 13, en donde interpretó al hijo del personaje de Julio Chávez; la telenovela se extendió hasta 2014. Además en 2013 debutó como conductor de televisión en el programa ESPN Redes, junto a Mariana Seligmann y Juan Marconi, por ESPN 2, ciclo que se extendió hasta 2014.
En 2014 protagonizó el filme Muerte en Buenos Aires, en donde interpretó al agente «El Ganso», un joven policía homosexual de la década de 1980, y continuó en la conducción esta vez del programa Circuito Argentina
de América TV.
En 2015 protagonizó tres películas: la comedia cinematográfica Voley, bajo dirección de Martín Piroyansky, el thriller Pasaje de vida, dirigido por Diego Corsini y Uno mismo, una historia intimista, dirigida por Gabriel Arregui. Además en televisión tuvo participaciones especiales en la telecomedia de Telefe Viudas e hijos del rock and roll y en la serie de HBO El hipnotizador, protagonizada por Leonardo Sbaraglia. El mismo año protagonizó la serie de Telefe, Historia de un clan, dirigida por Luis Ortega. La serie retrata la historia verídica del Clan Puccio, una familia que secuestraba y asesinaba personas en los últimos años de la última dictadura cívico-militar argentina. Allí interpretó a Alejandro Puccio, el hijo del patriarca de la familia, Arquímedes Puccio.
En 2016 tuvo papeles de reparto en las películas Angelita, la doctora de Helena Tritek, Primavera
de Santiago Giralt, Era el Cielo del director brasileño Marco Dutra y La reina de España del director español Fernando Trueba, siendo esta última su debut en el cine de España. Ese mismo año debutó en la televisión española con un papel de reparto en la serie La embajada de Antena 3.
En 2018 tuvo un papel de reparto en la película española de Netflix Las leyes de la termodinámica dirigida por Mateo Gil; fue coprotagonista de la película El Ángel dirigida por Luis Ortega que retrata los hechos criminales del asesino serial argentino Carlos Robledo Puch cometidos a principios de los años 70; allí el Chino Darín interpreta a uno de sus secuaces; interpretó a Mauricio Rosencof en La noche de 12 años del director uruguayo Álvaro Brechner que retrata los años de prisión de tres dirigentes políticos del Movimiento de Liberación Nacional-Tupamaros durante la última dictadura cívico-militar uruguaya; y tuvo un papel de reparto en la película española de Netflix Durante la tormenta dirigida por Oriol Paulo.
En 2019 protagoniza junto a su padre Ricardo Darín, Luis Brandoni y Verónica Llinás la película La odisea de los giles dirigida por Sebastián Borensztein y coproducida por él mismo junto a su padre. La película está ambientada durante la Crisis de diciembre de 2001 en Argentina. En 2021 fue parte del reparto de la serie argentina de Netflix, El reino junto a Diego Peretti, Mercedes Morán y Peter Lanzani. Volvió a protagonizar una serie española original de Netflix en 2024, Mano de hierro, donde interpreta a Víctor Julve.

## Vida personal
Desde 2016 se encuentra en una relación con la actriz española Úrsula Corberó, a quien conoció en la serie de televisión La embajada.

## Trabajos

### Televisión
| Año       | Título                           | Personaje              | Notas                                |
| --------- | -------------------------------- | ---------------------- | ------------------------------------ |
| 2010      | Alguien que me quiera            | Stuka                  | Papel de reparto                     |
| 20112012  | Los Únicos                       | DanteMarco Montacuarto | 3 episodiosPapel de reparto          |
| 2013-2014 | Farsantes                        | Fabián Graziani        | Papel de reparto                     |
| 2013-2014 | ESPN Redes                       | Él mismo               | Presentador                          |
| 2014      | Circuito Argentina               | Él mismo               | Presentador                          |
| 2015      | Viudas e hijos del rock and roll | Franco Pilares         | Participación especial (1 episodio)  |
| 2015      | El hipnotizador                  | Gregorio               | Participación especial (2 episodios) |
| 2015      | Historia de un clan              | Alejandro Puccio       | Elenco principal                     |
| 2016      | La embajada                      | Carlos Guillén         | Elenco principal                     |
| 2021-2023 | El reino                         | Julio Clamens          | Elenco principal                     |
| 2024      | Mano de hierro                   | Víctor Julve           | Elenco principal                     |

### Cine
| Año  | Título                        | Personaje                        | Director              |
| ---- | ----------------------------- | -------------------------------- | --------------------- |
| 2012 | En fuera de juego             | Gustavo César                    | David Marqués         |
| 2014 | Muerte en Buenos Aires        | "El Ganso" Gómez                 | Natalia Meta          |
| 2015 | Voley                         | Nacho                            | Martín Piroyansky     |
| 2015 | Pasaje de vida                | Miguel (joven)                   | Diego Corsini         |
| 2015 | Uno mismo                     | Uno                              | Gabriel Arregui       |
| 2016 | Angelita, la doctora          | Iván                             | Helena Tritek         |
| 2016 | Primavera                     | Gino                             | Santiago Giralt       |
| 2016 | Era el Cielo                  | Néstor (el rapado)               | Marco Dutra           |
| 2016 | La reina de España            | Leonardo Sánchez                 | Fernando Trueba       |
| 2018 | Las leyes de la termodinámica | Pablo                            | Mateo Gil             |
| 2018 | El Ángel                      | Ramón Peralta                    | Luis Ortega           |
| 2018 | La noche de 12 años           | Mauricio Rosencof                | Álvaro Brechner       |
| 2018 | Durante la tormenta           | Inspector Nicolás Lasarte Leiras | Oriol Paulo           |
| 2019 | La odisea de los giles        | Rodrigo Perlassi                 | Sebastián Borensztein |
| 2022 | Historias para no contar      | Álex                             | Cesc Gay              |

### Teatro
| Año  | Título     | Personaje     | Director  | Libreto   | Ref.   |
| ---- | ---------- | ------------- | --------- | --------- | ------ |
| 2011 | Los Kaplan | Sergio Kaplan | Eva Halac | Eva Halac | [ 10 ] |

## Reconocimientos
| Año  | Premio                           | Categoría                                               | Trabajo nominado    | Resultado | Ref.   |
| ---- | -------------------------------- | ------------------------------------------------------- | ------------------- | --------- | ------ |
| 2012 | Kid's Choice Awards Argentina    | Actor revelación                                        | Los Únicos 2        | Nominado  | [ 11 ] |
| 2012 | Premios ACE                      | Revelación masculina                                    | Los Kaplan          | Nominado  | [ 12 ] |
| 2012 | Premios Tato                     | Actor revelación                                        | Los Únicos 2        | Nominado  | [ 13 ] |
| 2013 | Premios Tato                     | Mejor actor de reparto                                  | Farsantes           | Nominado  |        |
| 2015 | Premios Tato                     | Mejor actor protagónico                                 | Historia de un clan | Nominado  |        |
| 2016 | Premios Martín Fierro            | Mejor actor protagonista en miniserie                   | Historia de un clan | Nominado  |        |
| 2018 | Premios Sur                      | Mejor actor                                             | El Ángel            | Nominado  | [ 14 ] |
| 2022 | Premios Platino                  | Mejor interpretación masculina en miniserie o teleserie | El reino            | Nominado  | [ 15 ] |
| 2023 | Premios Martin Fierro de la Moda | Actor con Mejor Estilo                                  | Él mismo            | Pendiente |        |